# Bematistes stavelia
Bematistes stavelia är en fjärilsart som beskrevs av Suffert 1906. Bematistes stavelia ingår i släktet Bematistes och familjen praktfjärilar. Inga underarter finns listade i Catalogue of Life.